# めしはまだか!
『めしはまだか!』は、1974年4月6日から同年9月28日までNET（現：テレビ朝日）系列で放送されたテレビドラマ。放送時間は毎週土曜20:00 - 20:55（JST）。
原作は谷崎潤一郎の代表作で、豊田四郎監督で映画にもなった『台所太平記』。

## 出演者
- 千倉兵吉：中村勘三郎
- かおり：司葉子
- 桃子：波乃久里子
- 和也：高島忠夫
- 正平：三木のり平
- ウメ：野村昭子
- 鈴：関根恵子
- ハル：宮本信子
- 初：坂本スミ子
- 百合：中山麻里
- 小夜：結城美栄子
- タマミ：吉沢京子
- 京子：皆川妙子
- 久志：堺正章
- 志津：森光子
- 園田鉄夫：石立鉄男
- ほか

## スタッフ
- 原作：谷崎潤一郎（『台所太平記』）
- 脚本：松田暢子、平岩弓枝、才賀明ほか
- 演出：柴田敏行ほか
- 制作：NET

## 備考
- 主演の十七代目中村勘三郎は、その後同じ『台所太平記』を原作にした『台所太平記 〜おんな八人寄れば…』（1982年4月22日、よみうりテレビ制作『木曜ゴールデンドラマ』で放送）にも主演、更にこの作品は、本作も担当した平岩弓枝が脚本を手掛けた。
- 同時ネットしていた青森テレビはこの番組を最後に土曜8時枠を1974年10月からTBS系列の同時ネット（8時だョ!全員集合）へと移行した。